# Социалистическа лява партия (Норвегия)
Социалистическата лява партия (на норвежки: Sosialistisk Venstreparti; на нюношк: Sosialistisk Venstreparti) е лява социалистическа политическа партия в Норвегия. Основана е през 1975 г. със сливането на няколко малки социалистически и комунистически партии. От 2005 г. за пръв път участва в управлението в лявоцентристката коалиция на Йенс Столтенберг.